# Qeshlāq-e Owrtādāgh
Qeshlāq-e Owrtādāgh (persiska: قِشلاقِ گُومير چينلوی اُورتاداغ, قشلاق اورتاداغ, Qeshlāq-e Gowmīr Chīnlū-ye Owrtādāgh) är en ort i Iran.   Den ligger i provinsen Ardabil, i den nordvästra delen av landet, 500 km nordväst om huvudstaden Teheran. Qeshlāq-e Owrtādāgh ligger 397 meter över havet och antalet invånare är 125.
Terrängen runt Qeshlāq-e Owrtādāgh är varierad. Runt Qeshlāq-e Owrtādāgh är det ganska glesbefolkat, med 35 invånare per kvadratkilometer. Närmaste större samhälle är Qeshlāq-e Khalīfehlū, 11,5 km nordost om Qeshlāq-e Owrtādāgh. Trakten runt Qeshlāq-e Owrtādāgh består till största delen av jordbruksmark.